# 西目郵便局 (秋田県)
西目郵便局（にしめゆうびんきょく）は、秋田県由利本荘市にある郵便局。
かつては郵便区番号「018-06」の配達を受け持つ集配郵便局であったが、現在は本荘郵便局に移管され無集配郵便局となっている。

## 概要
住所：〒018-0604 秋田県由利本荘市西目町沼田新道下1-6

## 沿革
- 1922年（大正11年）9月1日 - 由利郡西目村（本荘郵便局の集配区内）に三等郵便局の出戸郵便局として開局、集配は取扱わず[1]。
- 1924年（大正13年）8月11日 - 西目村大字出戸から西目村大字沼田に移転し、西目郵便局に改称[2]。
- 1929年（昭和4年）1月1日 - 電話通話事務開始[3]。
- 1935年（昭和10年）2月1日 - 電信事務開始[4]。
- 1949年（昭和24年）6月30日 - 電話交換業務開始[5]。
- 1953年（昭和28年）3月1日 - 集配業務開始[6]。
- 1974年（昭和49年）11月13日 - 電話交換及び和文電報配達業務廃止、本荘電報電話局に移管[7]。
- 2005年（平成17年）3月22日 - 西目町が合併し、由利本荘市の郵便局となる[8]。
- 2007年（平成19年）3月5日 - 集配業務の全部を本荘郵便局に移管、無集配局となる。

## 周辺
- 西目駅
- JA秋田しんせい西目支店